# Kronkardinal

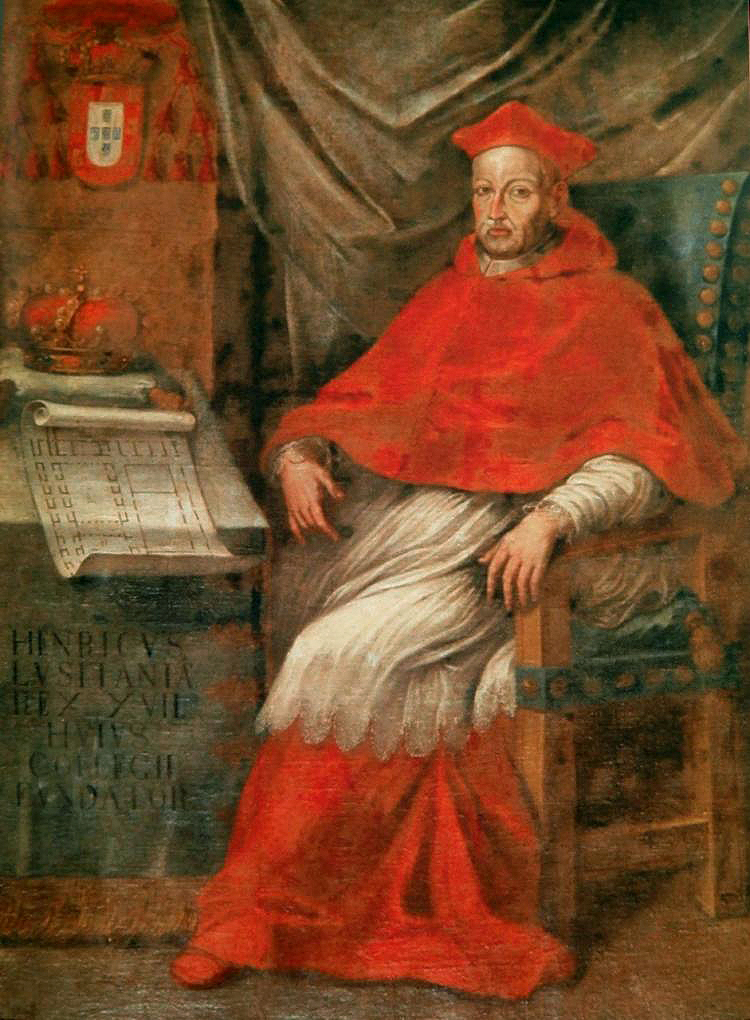
Heinrich I. Von Portugal war sowohl Kardinal als auch König von Portugal

Als Kronkardinal oder Nationalkardinal bezeichnet man jene Kardinäle, die ihre Ernennung dem Vorschlag eines Fürsten verdankten.
Die Ernennung solcher Kronkardinäle war gegen Ende des 16. Jahrhunderts eine fest etablierte Praxis. Sowohl die katholischen Fürsten der italienischen Staaten als auch große katholische Monarchien machten davon Gebrauch. Diese Kardinäle fühlten sich in aller Regel mehr dem Fürsten verpflichtet, der sie vorgeschlagen hatte, als dem Papst, durch den die Ernennung erfolgte. Für die Fürstenhäuser waren die Kronkardinäle ein wichtiges politisches Mittel, um an der Kurie Einfluss auszuüben. Nichtitalienische Geistliche verdankten in der Regel alle ihre Ernennung einem fürstlichen Vorschlag. Für den jeweiligen Papst war die Ernennung in der Regel eine Möglichkeit, eine politische Schuld auszugleichen und sicherzustellen, dass sich ein Fürstenhaus ihm verpflichtet fühlte. Es gab keine feste Regeln, wie viele Kardinalskandidaten ein Fürst vorschlagen durfte; die Anzahl der vorgeschlagenen Kandidaten war aber im Allgemeinen gering. Sie übten auch das umstrittene Recht der Exklusive aus, welche es katholischen Monarchen erlaubte, bestimmte Kardinäle als Papst zu verhindern.
Laut dem Konklave-Historiker Frederic Baumgartner kamen die Kronkardinäle „außer zu den Konklaven, wenn überhaupt, nur selten nach Rom und waren dem Großteil des Kollegiums weitgehend unbekannt. Da sie normalerweise nicht an den Pratiche teilnehmen konnten, waren sie keine Papabili und erhielten selten mehr als eine oder zwei Stimmen.“ Die Kronkardinäle lehnten die Wahl von Kronkardinälen aus anderen Königreichen im Allgemeinen ab, neigten jedoch dazu, sich gegen die Wahl von Kardinalnepot zu vereinen.

## Geschichte
Im 15. Jahrhundert entstand aufgrund wahrgenommener Interessenkonflikte Widerstand gegen nationale Kronkardinäle und Papst Martin V. versuchte sie im Jahr 1425 ganz zu verbieten. Eine Reform von Papst Pius II. aus dem Jahr 1464 betrachtet nationale Kardinalprotektoren, mit einigen Ausnahmen, als generell unvereinbar mit der kurialen Verantwortung. Derartige Protektoratschaften wurden erstmals öffentlich von den Päpsten Innozenz VIII. und Alexander VI. erlaubt, die beide die ausdrückliche schriftliche Zustimmung des Papstes verlangten, damit ein Kardinal eine „Dienststellung für einen weltlichen Fürsten“ annehmen konnte.
Die Institution des Kardinalprotektors eines Nationalstaates könnte ihren Ursprung im 14. Jahrhundert haben und als Vorläufer der diplomatischen Institutionen des Heiligen Stuhls dienen, die sich im 16. Jahrhundert entwickelten. Die Institution des Kronkardinals wurde innerhalb des Kardinalskollegiums erstmals mit dem Konsistorium von Papst Eugen IV. am 18. Dezember 1439 (unmittelbar nach der Wahl des Gegenpapstes Felix V. durch das Konzil von Basel) zu einer dominierenden Institution: Das Konsistorium nominierte eine beispiellose Zahl von Kardinälen mit starken Bindungen zu europäischen Monarchen und anderen politischen Institutionen.
Der Erste Weltkrieg besiegelte den Niedergang der Institution des Kronkardinals, da viele Monarchien entweder ausstarben oder an Macht einbüßten.

## Beispiele für Kronkardinäle
- Bernardo de Sandoval y Rojas (1546–1618)
- Antonio Zapata y Cisneros (1550–1635)
- Gaspar de Borja y Velasco (1580–1645)
- Gabriel Trejo Paniagua (1562–1630)